# كيلي سكوت (لاعبة كرلنغ)
كيلي سكوت هي لاعبة كرلنغ كندية، ولدت في 1 يونيو 1977 في وينيبيغ في كندا.

## وصلات خارجية
- كيلي سكوت على موقع الاتحاد الدولي للكرلنغ (الإنجليزية)